# Herb Lewoczy
Herb Lewoczy przedstawia na tarczy w polu czerwonym na zielonym trójwzgórzu srebrny dwuramienny krzyż. Krzyż podtrzymywany jest przez dwa srebrne wspięte koronowane lwy.
Herb znany jest od XV wieku, potwierdzony dokumentem herbowym z 12 sierpnia 1550 roku przez króla Ferdynanda V.

## Literatura
- Karel Liška "Městské znaky s ozdobami" Praha 1989.